# Carl Arvid von Klingspor

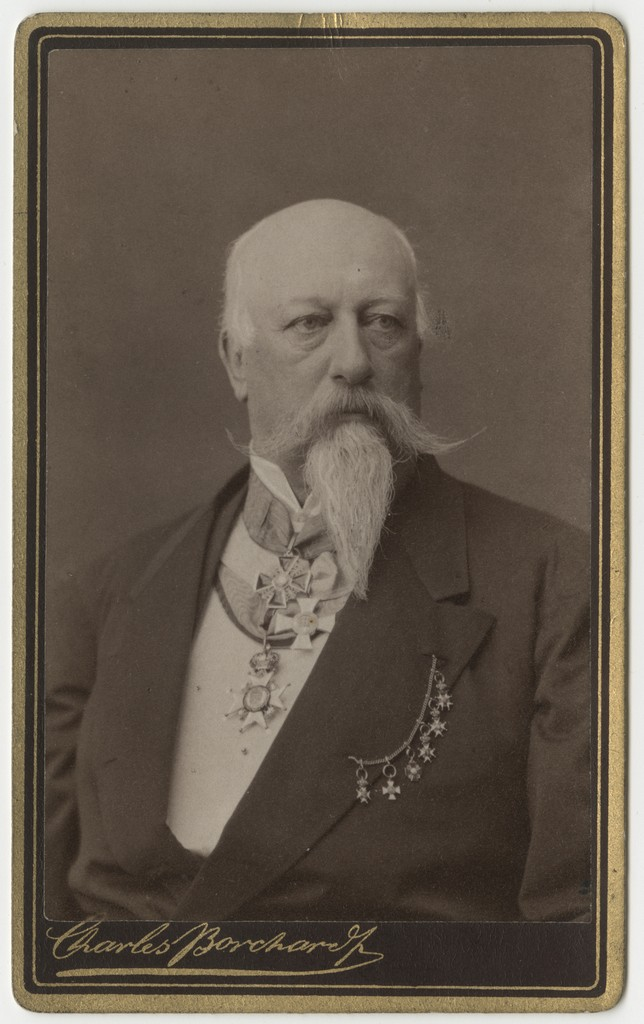
Carl Arvid von Klingspor (fotografiert von Charles Borchardt)

Carl Arvid von Klingspor (* 30. März 1829 in Säby, Gemeinde Aspö, Södermanland; † 15. Juni 1903 in Näsby, Gemeinde Bogsta, Södermanland) war ein königlich schwedischer Offizier, Reichsheraldiker und Genealoge.

## Leben
Carl Arvid war Angehöriger der verzweigten Adelsfamilie Klingspor. Seine Eltern waren der königlich schwedische Oberstleutnant Carl Gustaf Klingspor (1786–1833) und Gräfin Maria Aurora Johanna Posse (1807–1878). Er vermählte sich am 21. Oktober 1857 in Aspö mit Hedvig Ulrika Vilhelmina Lilliestråle (1837–1917), die Ehe blieb kinderlos.
Seine militärische Laufbahn begann er am 13. Februar 1843 mit Eintritt in die schwedische Armee, als Kadett in der Kriegsschule in Karlberg. Am 6. Februar 1850 Leutnant bei den Dragonern des Leibregiments, avancierte am 26. Januar 1864 zum 2. Rittmeister und schließlich am 1. März 1864 Eskadron Kapitän. Seinen Abschied nahm er am 6. Mai 1881 im Rang eines Majors.
Von 1871 bis 1893 war Klingspor Redakteur der Zeitschrift des Upplands Archäologischen Vereins (Upplands fornminnesförenings) und seit 1880 königlich schwedischer Reichsheraldiker. 1883 wurde er in den Freiherrnstand gehoben.

## Werke
Neben zahlreichen, historischen, genealogischen und vor allem heraldischen Publikationen ist für den deutschen Sprachraum vor allem ein Werk herauszuheben:
- Baltisches Wappenbuch, Stockholm 1882; mit Zeichnungen von Adolf Matthias Hildebrandt, Digitalisat